# Mohelniella silhavyi
Mohelniella silhavyi är en stekelart som beskrevs av Hoffer 1964. Mohelniella silhavyi ingår i släktet Mohelniella och familjen sköldlussteklar.
Artens utbredningsområde är:
- Tjeckien.
- Slovakien.
- Danmark.
- Ungern.

Inga underarter finns listade i Catalogue of Life.